# Peter Zeitlinger
Peter Zeitlinger (* 6. Juni 1960 in Prag) ist ein österreichischer Kameramann und Filmemacher. Internationale Aufmerksamkeit erlangte er 2007 durch den Oscar-nominierten Film Begegnungen am Ende der Welt, der in der Antarktis im Zwei-Mann-Team mit Werner Herzog gedreht wurde.

## Leben und Werk
Zeitlinger studierte in Wien Kamera und Schnitt an der Filmakademie und Ethik an der philosophischen Fakultät bei Johann Mader. Das Drehbuchschreiben lernte er bei Robert Mac Kee und Syd Field. Er arbeitete mit Vittorio Storaro, Sven Nykvist und Vilmos Zsigmond und absolvierte Praktika bei David Watkin.
Nach seinem Studium arbeitete Zeitlinger 1989–1994 in Wien als Kameramann und Filmeditor mit Götz Spielmann, Ulrich Seidl und Erhard Riedlsperger. Der Kinofilm Tunnelkind (Regie: Erhard Riedlsperger), für den er das Drehbuch mitverfasste und in dem er Kamera führte, trägt starke biographische Züge.
In Berlin 1995–2001 arbeitete er mit dem Fernsehregisseur Werner Masten und wurde zum Hauptkameramann von Werner Herzog. Seit 2004 arbeitet er auch für US-Produktionen. Bei den Filmfestspielen in Venedig 2009 waren zwei Filme gleichzeitig für den Goldenen Löwen nominiert, die Zeitlinger fotografiert hatte. Der in 3D gedrehte Film Cave of Forgotten Dreams wurde in den USA der erfolgreichste nichtfiktionale Film des Jahres 2011.
Peter Zeitlinger ist seit 2011 Professor an der Hochschule für Fernsehen und Film München und Mitglied der Deutschen Filmakademie. Er ist Mitglied der American Society of Cinematographers (A.S.C.).
Er lebt in Premariacco im italienischen Friaul.

## Auszeichnungen
- 2023 „Goldener Frosch“ cinematographer - director duo award(2023)
- 2022 „Goldener Frosch“ nominiert „Best Cinematography“
- 2013 „Goldener Frosch“ nominiert im 3D Wettbewerb
- 2013 Goldene Romy für Verfolgt – Der kleine Zeuge bei der Romyverleihung 2013
- 2012 Deutscher Kamerapreis für Verfolgt – der kleine Zeuge
- 2010 Nominiert für den Independent Spirit Awards in der Kategorie „Best Cinematography“ für Bad Lieutenant – Cop ohne Gewissen
- 2009 Nominiert für den Chlotrudis Award in der Kategorie „Best Cinematography“ für Encounters at the End of the World
- 2009 Cinema Eye Honors, „Outstanding Achievement in Cinematography“ für Encounters at the End of the World
- 2007 Goldene Romy  für Das Traumhotel – Afrika bei der Romyverleihung 2007

## Filmografie (Auswahl)
- 1987: Vergiss Sneider!
- 1990: Tunnelkind
- 1990: Erwin und Julia
- 1992: Unser Lehrer Doktor Specht (TV-Serie)
- 1992: Mit Verlust ist zu rechnen
- 1993: Der Nachbar
- 1993: Operation Dunarea (TV-Serie)
- 1994: Tief oben
- 1994: Die letzten Männer
- 1995: Auf immer und ewig (TV-Serie)
- 1995: Das größte Fest des Jahres – Weihnachten bei unseren Fernsehfamilien (TV)
- 1995: Tierische Liebe
- 1995: Das verzauberte Lied
- 1995: Tod für fünf Stimmen
- 1996: Die Angst vor der Idylle (TV)
- 1996: Bilder einer Ausstellung (TV)
- 1996: Die Straßen von Berlin
- 1997: Singles (TV-Serie)
- 1997: Der Busenfreund (TV)
- 1997: Der Kapitän (TV-Serie, eine Folge)
- 1997: Flucht aus Laos
- 1998: Kaisermühlen Blues (TV-Serie, 12 Folgen)
- 1998–1999: MA 2412 (TV-Serie, 7 Episoden)
- 1999: Mein liebster Feind
- 2000: Julianes Sturz in den Dschungel (TV)
- 2000: Die Clowns
- 2001: Jetzt bringen wir unsere Männer um (TV)
- 2001: Bargeld lacht (TV)
- 2001: Invincible – Unbesiegbar (Invincible)
- 2001: Aszendent Liebe (TV)
- 2002: Der Bestseller – Mord auf italienisch (TV)
- 2002: Einspruch für die Liebe (TV)
- 2003: Wheel of Time
- 2004: Der Bestseller – Wiener Blut (TV)
- 2004: Männer im gefährlichen Alter (TV)
- 2005: Die Liebe eines Priesters (TV)
- 2005: Grizzly Man
- 2006: Rescue Dawn
- 2007: Begegnungen am Ende der Welt (Encounters at the End of the World)
- 2007: Das Traumhotel – Afrika (TV-Serie)
- 2008: Das Traumhotel – Karibik (TV-Serie)
- 2008: Das Traumhotel – China (TV-Serie)
- 2009: Bad Lieutenant – Cop ohne Gewissen (Bad Lieutenant: Port of Call New Orleans)
- 2009: Ein fürsorglicher Sohn (My Son, My Son, What Have Ye Done)
- 2010: Die Höhle der vergessenen Träume (Cave of Forgotten Dreams)
- 2011: Das Traumhotel – Tobago (TV-Serie)
- 2011: Into the Abyss (Tod in Texas)
- 2012: On Death Row
- 2012: Oma wider Willen (TV)
- 2012: Verfolgt – Der kleine Zeuge (TV)
- 2012: Angelique – Marquis des Anges
- 2013: From One Second to the Next
- 2013: Die verbotene Frau
- 2013: Tom Turbo – Von 0 auf 111
- 2014: Red Army – Legenden auf dem Eis (Red Army)
- 2015: Königin der Wüste (Queen of the Desert)
- 2016: Salt and Fire
- 2018: Future World
- 2019: Tommaso und der Tanz der Geister (Tommaso)
- 2019: How to Fake a War
- 2020: Fireball: Visitors from Darker Worlds
- 2023: Am Ende wird alles sichtbar

## Schnitt
- 1986: Paradise Ges.m.b.H.
- 1990: Good News: Von Kolporteuren, toten Hunden und anderen Wienern, Regie: Ulrich Seidl
- 1994: Die letzten Männer
- 1994: Tief oben
- 2008: Mikado